# 小行星6382
小行星6382（英語：6382）是一颗围绕太阳公转的小行星。1988年3月14日，杰夫·T·阿鲁在帕洛马山发现了此天体。
这颗小行星的绝对星等为191.9769892139279等。